# Caesalpinia oppositifolia
Caesalpinia oppositifolia är en ärtväxtart som beskrevs av T.A. Hattink. Caesalpinia oppositifolia ingår i släktet Caesalpinia och familjen ärtväxter. Inga underarter finns listade i Catalogue of Life.